# Bertoglio-Gletscher
Der Bertoglio-Gletscher ist ein 11 km langer Gletscher an der Hillary-Küste der antarktischen Ross Dependency. Er fließt aus der Conway Range in östlicher Richtung und mündet zwischen Kap Lankester und dem Hoffman Point in das Ross-Schelfeis.
Der United States Geological Survey kartierte ihn anhand eigener Tellurometervermessungen und Luftaufnahmen der United States Navy aus den Jahren von 1959 bis 1963. Das Advisory Committee on Antarctic Names benannte den Gletscher 1965 nach Commander Lloyd Webb Bertoglio (1917–1986) von der US Navy, Kommandeur auf der McMurdo-Station im antarktischen Winter 1960.